# Zapora Pilchowice

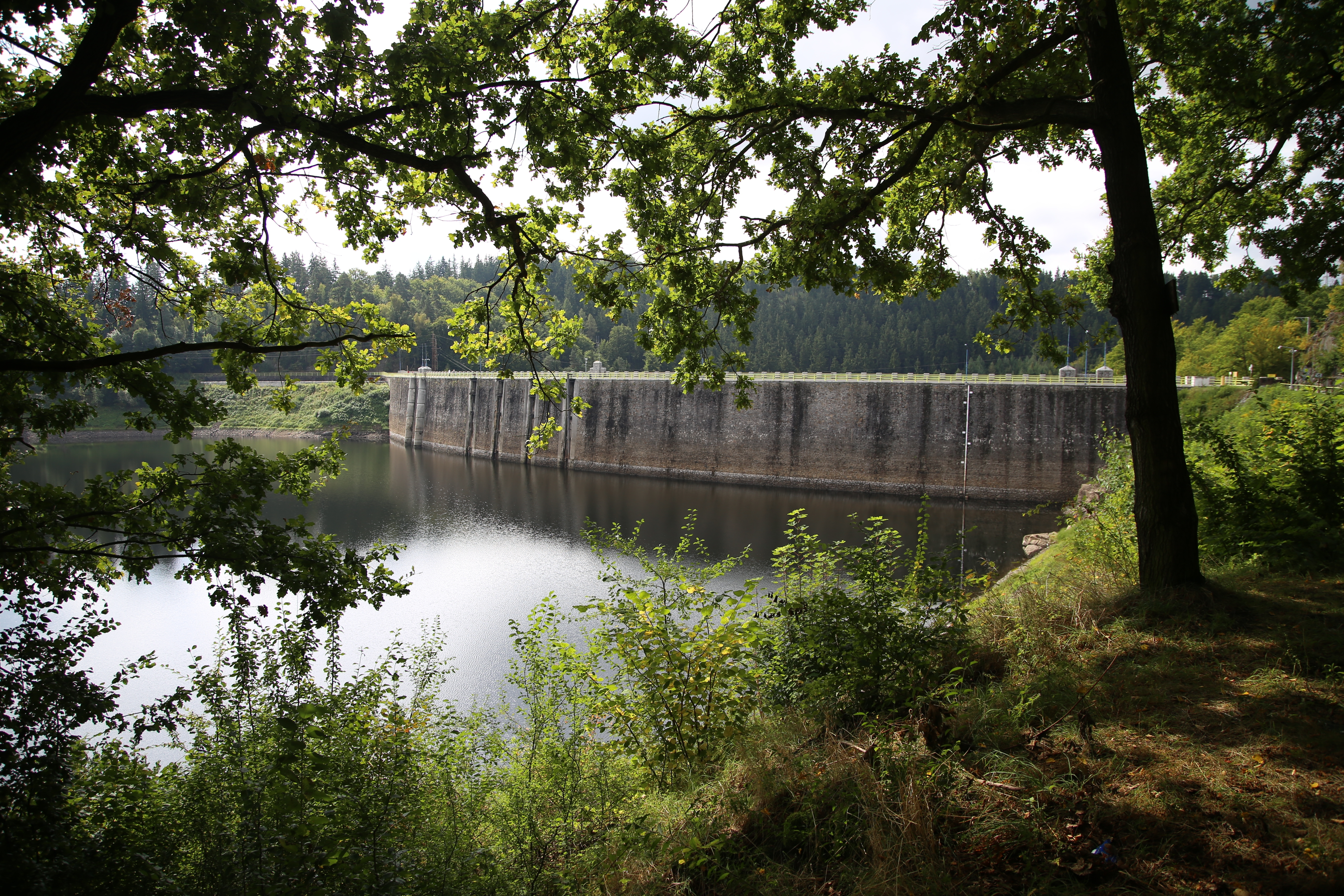
Widok z prawego brzegu Bobru powyżej zapory.

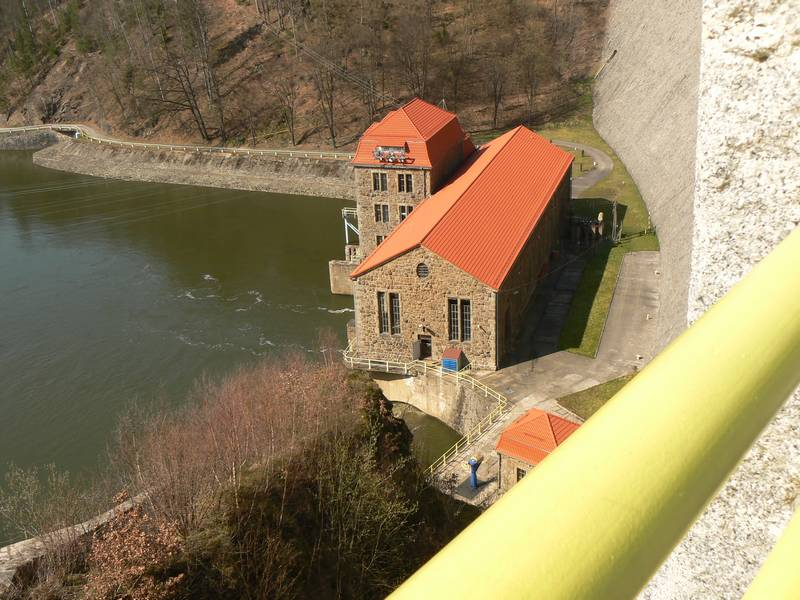
Elektrownia wodna

Zapora Pilchowice (niem. Bobertalsperre Mauer, Talsperre Mauer, także Mauertalsperre) – najwyższa zapora kamienna i łukowa oraz druga co do wysokości (po Solinie) i druga co do czasu powstania (po zaporze w Leśnej) zapora wodna w Polsce, w pobliżu miejscowości Pilchowice na rzece Bóbr. Zbudowana przez firmę B. Liebold & Co. AG (Holzminden/Berlin) pod kierownictwem Alberta Cucchiera, według projektu profesora Ottona Intzego oraz dr. Curta Bachmanna.

## Historia
Powstała na rzece Bóbr w latach 1902–1912 w celu ochrony przed powodziami. Decyzja o budowie zapadła 3 lipca 1900 roku, jako skutek dużej powodzi z 1897 r. Pierwsze prace rozpoczęto w 1902 roku. W 1904 roku rozpoczęto drążenie kanału, który miał odprowadzać wodę z placu budowy. Kanał ma szerokość 9 m, wysokość 7 m, a jego długość wynosi 383 m. W odległości 152 m od wlotu znajduje się 45-metrowy szyb, w którym znajduje się betonowa śluza służąca do kontrolowania przepływu wody (śluza działa do dziś). Po wybudowaniu kanału stworzono przegrody znajdujące się za wlotem kanału i przed jego wylotem, dzięki czemu osuszono i przygotowano teren pod budowę (przegroda przed wlotem kanału istnieje do tej pory, jednak znajduje się ona pod lustrem wody, stanowi ona barierę ochronną przed przenoszeniem cięższych kawałków skał po dnie oraz innych elementów mogących zagrozić zaporze). 20 czerwca 1908 r. nastąpiło uroczyste wmurowanie kamienia węgielnego oraz aktu erekcyjnego zapory. W 1906, 1908 i 1909 r. wezbrane wody podtapiały dół fundamentowy.
Zaporę i pobliski most wzniesiono w latach 1905–1906 w ramach jednej inwestycji wraz z budową linii Jelenia Góra–Żagań (Kolej Doliny Bobru), która powstawała od 1902 r., bowiem zapora miała mieć funkcję przeciwpowodziową, energetyczną i turystyczną, a linia kolejowa wraz z mostem na niej miała zapewnić dojazd do zapory. Zapora miała wysokość 62 m i długość w koronie równą 290 m, a w stopie – 140 m. Grubość jej muru w podstawie wynosiła 50 m, a w koronie – 7 m i w chwili oddania do użytku była ona największą zaporą kamienno-betonową w Europie. Powierzchnia utworzonego zbiornika (Jezioro Pilchowickie) wyniosła 240 ha, jego głębokość przy zaporze – 46 m, a objętość 50 mln m³.
Oficjalne otwarcie mostu odbyło się 16 listopada 1912 r. w obecności cesarza Wilhelma II.

Od czasu oddania zapory do użytku powodzie w dolinie Bobru zdarzały się tylko w 1915, 1926, 1930, 1938, 1958, 1997 i 2024 r. Na zaporze zbudowano elektrownię wyposażoną w turbiny wodne systemu Francisa oraz Kaplana i prądnice. Początkowo w elektrowni znajdowało się pięć zespołów turbin, a od lat 1920. już sześć. Po ostatniej modernizacji z 2013 r. moc elektrowni zwiększono z 7,5 do 13,364 MW dzięki zastosowaniu nowych turbozespołów. 

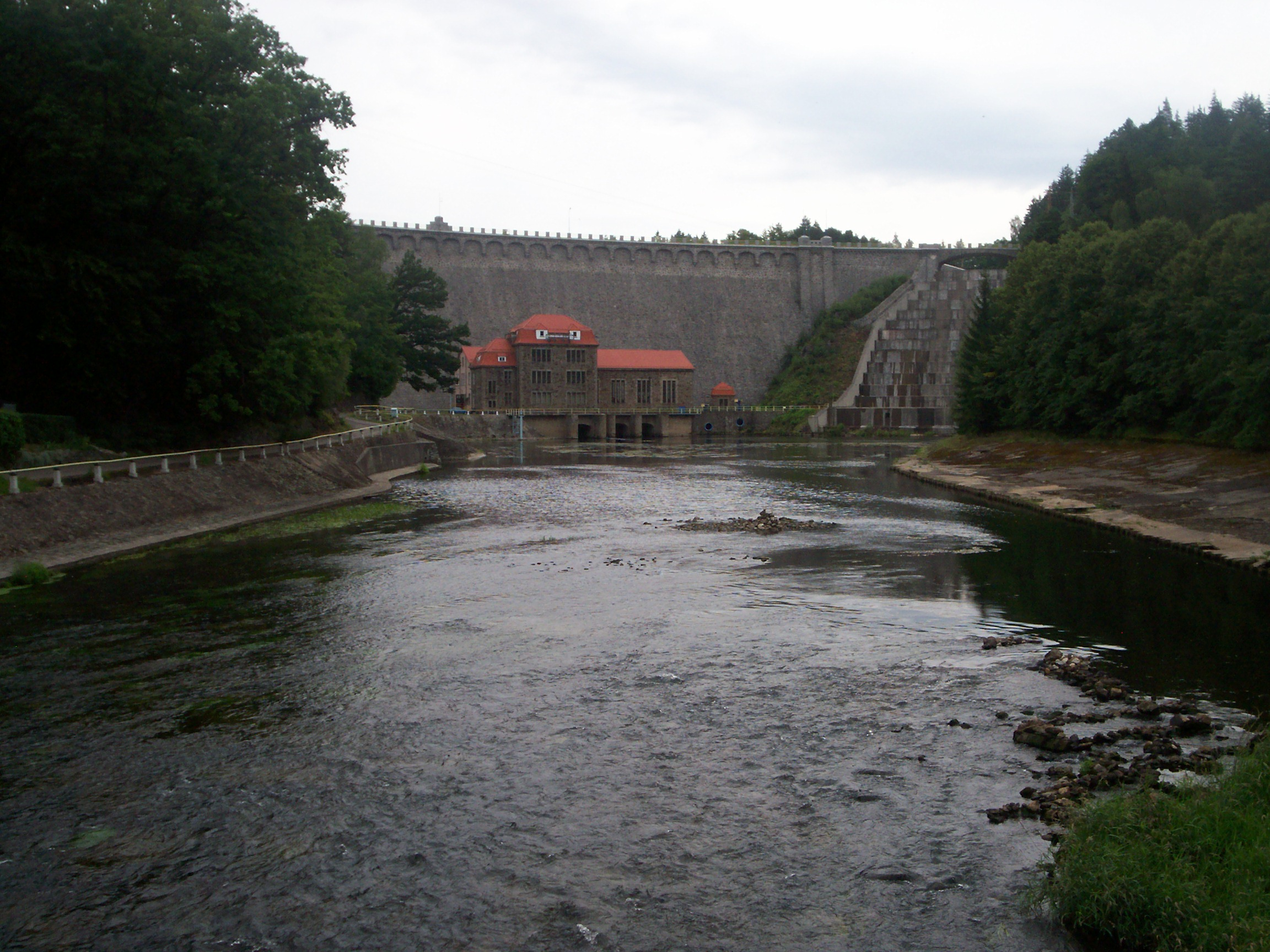
Elektrownia wodna i zapora

Zapora wodna w Pilchowicach oraz jej okolice zostały odwzorowane w grze Zaginięcie Ethana Cartera. Teren ten, wraz z innymi elementami zaczerpniętymi z innych regionów Polski, stał się areną działań gry. 

Zapora występuje również w serialu Netflix Wzgórze psów na podstawie powieści Jakuba Żylczyka pod tym samym tytułem. Budynki elektrowni wodnej przy tej zaporze są przedstawione w serialu, jako obiekty szpitala psychiatrycznego. 